# Retináculo
Retináculo é um termo usado na biologia que varia de significado conforme à área em que é empregado.
Na medicina é um tecido fibroso cuja função é estabilizar um tendão, por exemplo, no local correto.  
Classicamente descrito como um sistema "polia " mantendo os tendões contra o osso durante o movimento. (Versálio de 1543) .  
Pisani et al. (2004 ) concluíram que as características histológicas dos retináculos sugerem uma "função perceptiva", enquanto, tendões e ligamentos tem um papel mecânico.  Desta forma, parece ter um papel mais significativo na propriocepção .
Na botânica, particularmente no caso das orquídeas refere-se a pequena massa viscosa, frequentemente pigmentada, que fica na extremidade oposta das polínias, presa ao caudículo, cuja função é aderir-se ao agente polinizador.